# Sonja Ludvigsen
Sonja Aase Ludvigsen (Vestby, 7 febbraio 1928 – 12 luglio 1974) è stata una politica norvegese, membro del Partito Laburista.

## Carriera
Ludvigsen nacque a Vestby nel 1928. Dopo aver completato la sua educazione, fece vari lavori da colletto bianco prima di ottenere un impiego con il comune di Vestby, dove fu un regolatore delle tasse dal 1958 al 1965. Fu membro del consiglio comunale di Vestby dal 1955 al 1959 e dal 1963 al 1972, ed un membro del consiglio di istituto dal 1960 al 1968. Fu un membro del consiglio centrale della Lega dei Giovani Lavoratori dal 1958 al 1964 e del consiglio centrale del Partito Laburista dal 1965 al 1974.
Ludvigsen fece da deputato rappresentativo al Parlamento norvegese da Akershus durante le scadenze 1958–1961 e 1961–1965 prima di essere eletta nel 1965. Durante la sua prima scadenza fu membro della Commissione permanente del Trasporto e delle Comunicazioni. Venne rieletta nel 1969 e di nuovo nel 1973. Spese la sua seconda scadenza da membro della Commissione permanente dell'industria dal 1969 al 1971, poi come presidente della Commissione permanente delle Politiche Sociali e membro della Commissione permanente espansa degli Affari Esteri e degli Affari Costituzionali dal 1971 al 1973. Durante la sua terza scadenza non partecipò alle sessioni parlamentari ma fece da Ministro delle Politiche Sociali nel Secondo Gabinetto di Bratteli dall'ottobre del 1973. Morì in carica, e venne sostituita in parlamento da Thor-Eirik Gulbrandsen.
Ludvigsen presiedé l'ora defunta agenzia di governo Likestillingsrådet dal 1972 al 1973 e dal 1973 al 1974 fu un membro deputato del Comitato per il Nobel norvegese.
Ludvigsen morì a soli 46 anni, avendo sofferto di una malattia terminale, una condizione di cui era a conoscenza prima di insediarsi nella carica di Ministro delle Politiche Sociali.
Tor Halvorsen venne incaricato facente funzioni di Ministro in aprile, ma non venne nominato nessun successore un mese dopo la morte di Ludvigsen. Nell'agosto del 1974 il giornale Verdens Gang scrisse: "L'unica cosa che si può dire certa ora, è che il nuovo Ministro delle Politiche Sociali sarà una donna". Questa si rivelò un'affermazione inaccurata, dal momento che tre settimane dopo un uomo, Tor Halvorsen, venne nominato Ministro permanente delle Politiche Sociali.